# Radio BBS
Radio BBS è stata un'emittente radiofonica italiana nata a Roma nel 1978.
Dal 1994 al 2002 Radio BBS è stata gestita dal Movimento Umanista "la radio interattiva" con sede prima in via dei Giordani 18 poi in via di Casal Bertone sempre a Roma. Una radio di denuncia e a favore dell'associazionismo, in questi anni sono stati prodotti centinaia di programmi con chiara condivisione delle idee umaniste, sulla frequenza 94.100.
Il 9 novembre 2007 la radio ha cambiato denominazione in Radio Popolare Roma.
La radio è specializzata nell'informazione indipendente; si poteva ascoltare a Roma e in alcuni comuni limitrofi sulla frequenza 103.300 MHz. Dal 2003 Radio BBS è collegata alla syndication nazionale Popolare Network, il circuito radiofonico che fa capo a Radio Popolare di Milano. Dal 2002 la sede dell'emittente è a Roma in via Levanna 11, a pochi passi dal Centro Sociale Brancaleone.

## Storia
La radio nasce a Roma nel 1978. Nel 1990 partecipa al censimento nazionale dell'emittenza pubblica e privata previsto dalla Legge 223/90, meglio nota come Legge Mammì. Nel 2001 ottiene l'autorizzazione alle prosecuzione delle trasmissioni. Nonostante sia in possesso in una regolare concessione ministeriale, le sue trasmissioni per alcuni anni sono state difficilmente ricevibili in ampie zone della città. Nell'ottobre del 2005 decine di scrittori, attori, giornalisti e registi firmarono un appello per chiedere all'allora ministro delle comunicazioni di rispettare il diritto di Radio BBS a trasmettere. Primi firmatari dell'appello furono Enzo Biagi, Paolo Serventi Longhi, Goffredo Fofi, Stefano Benni, Gabriele Salvatores, Angelo Guglielmi, Paolo Flores d'Arcais, Alessandro Bergonzoni e Vittorio Emiliani. Il 10 ottobre 2006 cinquantuno deputati dell'Unione hanno presentato un'interpellanza urgente al ministro delle comunicazioni sul "caso" Radio BBS; l'11 dicembre 2006 il sottosegretario di Stato alle comunicazioni, on. Giorgio Calò, ha risposto nell'aula della Camera dei deputati all'interpellanza urgente, annunciando un "tempestivo" intervento del Ministero delle comunicazioni nella risoluzione della vicenda. Il 30 maggio 2007 Radio BBS ha firmato, presso il Ministero delle comunicazioni, un accordo con Rai Way e con Radio Subasio per lo spostamento sul bacino di Roma di Isoradio su 103,500 MHz e di Radio BBS su 103,300 MHz; questo accordo è diventato operativo il 18 luglio 2007.

## Dirette speciali
Nel 2005 Radio BBS ha realizzato, in collegamento con il network nazionale, la diretta speciale delle Primarie dell'Unione. Il 9 e 10 aprile 2006, sempre da piazza Santi Apostoli di Roma, ha trasmesso in diretta l'esito delle elezioni politiche del 2006. Il 4 novembre 2006 l'emittente ha seguito la manifestazione nazionale contro il precariato (Stop precarietà ora!) grazie a uno studio mobile installato in piazza Navona a Roma. Il 16 giugno 2007 Radio BBS ha realizzato da piazza S. Giovanni una diretta speciale in occasione del Roma Pride 2007.